# ساتوشي أومورا

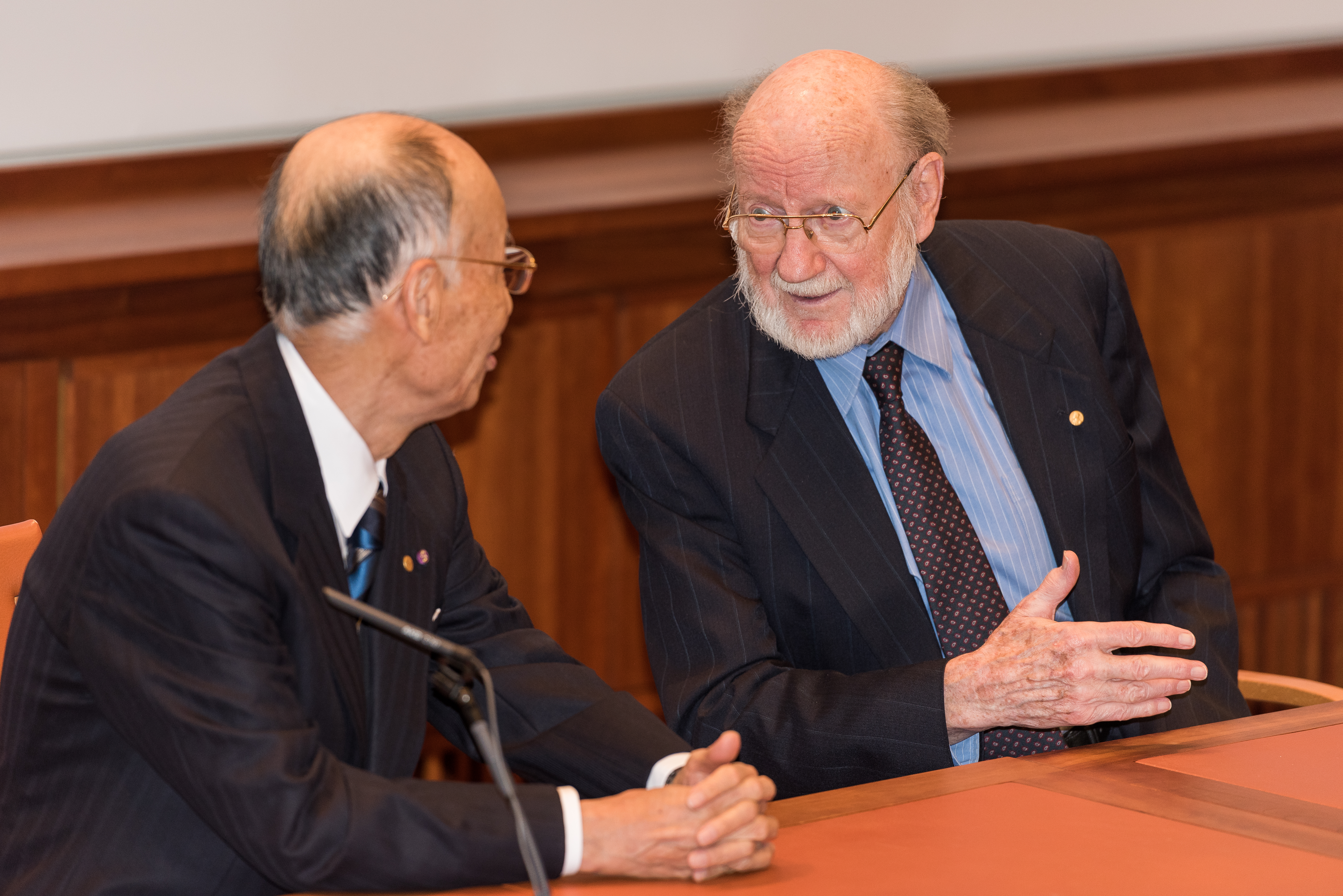
ساتوشي أومورا (يسار) وويليام سي كامبل (يمين) في ستوكهولم ، ديسمبر 2015.

ساتوشي أومورا (باليابانية: 大村 智) (باليابانية: 大村智) ولد في محافظة ياماناشي، اليابان، هو عالم كيمياء حيوية حاز على جائزة نوبل في الطب في 2015م مناصفة مع البروفسور الأيرلندي وليام كامبل، والصينية تو يويو.

## روابط خارجية
- ساتوشي أومورا على موقع الموسوعة البريطانية (الإنجليزية)
- ساتوشي أومورا على موقع مونزينجر (الألمانية)